# 杯渡禪師

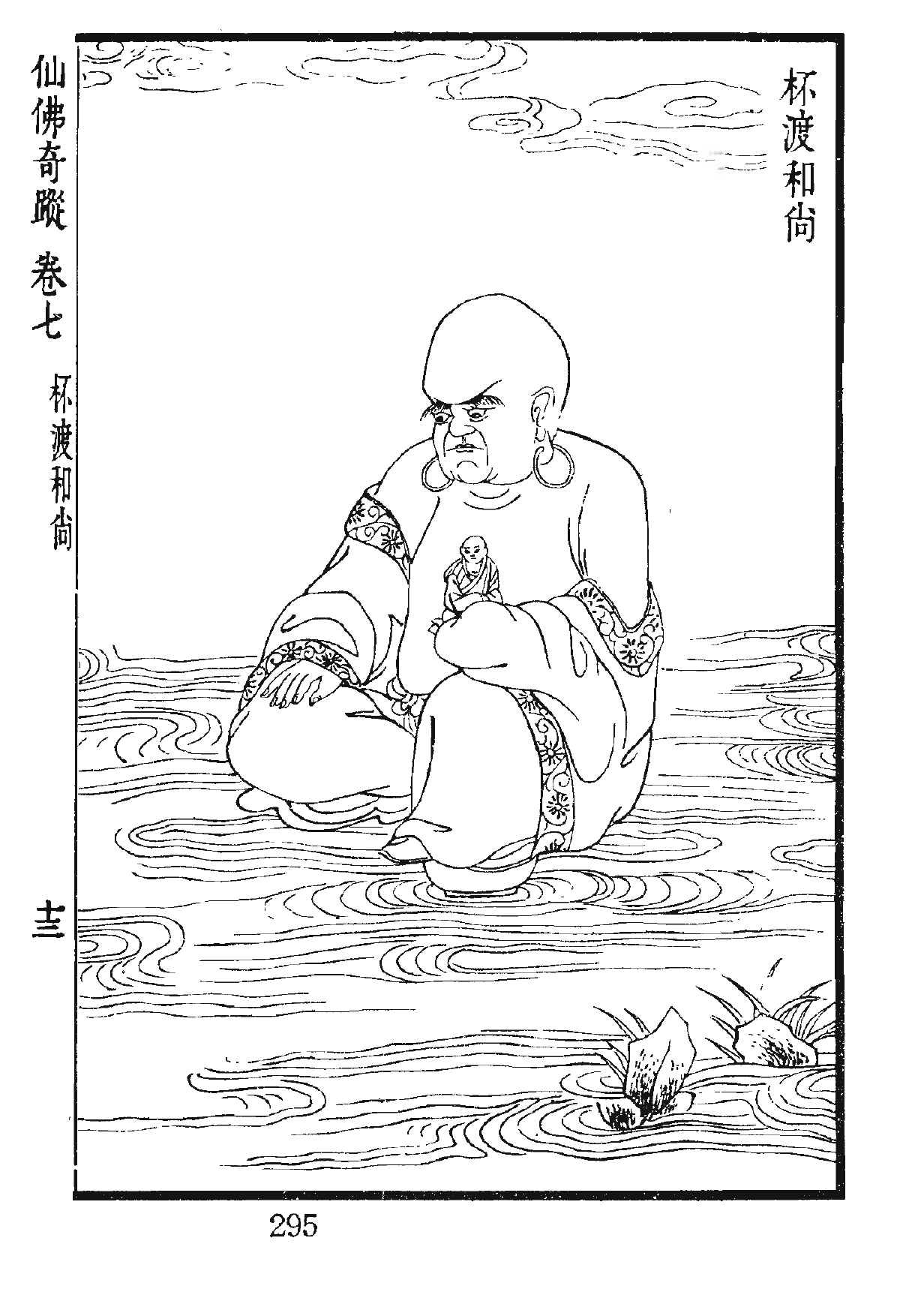
杯渡禪師

杯渡禪師為南北朝劉宋時代的佛教僧人。

## 國籍

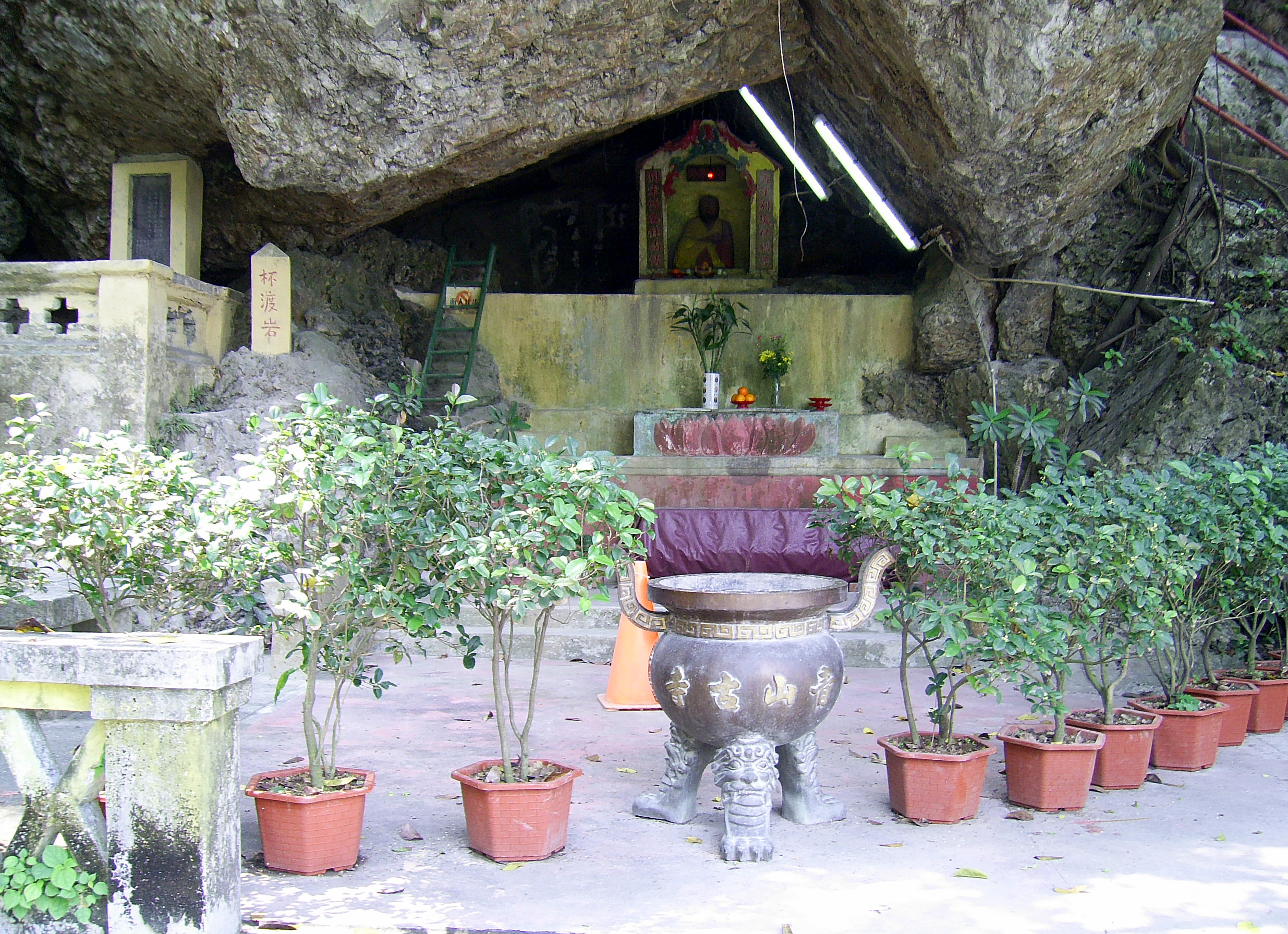
青山禪院杯渡岩

杯渡禪國籍不詳，據明代的《池州府志》和清代的《九華山志》稱杯渡為“天竺僧”，而《嘉慶重修一統志》則稱杯渡為“冀州人”。東晉、南北朝為佛教自印度（通過東南亞、越南）傳入中國，“天竺僧”的説法可能更加可信。
相傳他後來來到香港屯門修道，在青山的大山岩居住。因而，此山獲名為“杯渡山”，其門徒在岩前築一茅屋作“杯渡庵”，後稱“青山古寺”；至民國初年改建成“青山禪院”。

## 相關
- 屯門杯渡路
- 香港輕鐵杯渡站
- 《新安縣志》
- 杯渡寺
- 靈渡寺